# NGC 5011
NGC 5011 ist eine elliptische Galaxie vom Hubble-Typ E1 im Sternbild Zentaur, die etwa 134 Millionen Lichtjahre von der Milchstraße entfernt. Sie bildet zusammen mit den Nicht-NGC-Objekten PGC 45847 (auch NGC 5011 A genannt), PGC 45918 (NGC 5011 B) sowie PGC 45917 (NGC 5011 C) eine optische Galaxiengruppe und wurde am 3. Juni 1834 von John Herschel mit einem 18-Zoll-Spiegelteleskop entdeckt, der sie dabei mit „pretty bright, pretty small, round, gradually brighter in the middle; 15 arcseconds; in a curve of 3 or 4 stars“ beschrieb. Bei einer zweiten Beobachtung notierte er „pretty bright, round, small, pretty gradually brighter in the middle; 12 arcseconds. In the middle of an arc of four stars“; seine dritte Notiz lautete „pretty faint, small, round. The middle object in an arc of stars“.

## NGC 5011-Gruppe (LGG 339)
| Galaxie   | Alternativname | Entfernung / Mio. Lj |
| --------- | -------------- | -------------------- |
| NGC 5011  | PGC 45898      | 134                  |
| NGC 4946  | PGC 45283      | 130                  |
| NGC 5011A | PGC 45847      | 135                  |
| NGC 5026  | PGC 46023      | 151                  |
| PGC 46597 | ESO 270-001    | 133                  |
| NGC 5090  | PGC 46618      | 145                  |
| NGC 5090A | PGC 46442      | 146                  |
| NGC 5091  | PGC 46626      | 150                  |
| PGC 45918 | ESO 269-67     | 137                  |
| PGC 45917 | ESO 269-68     | 137                  |
| PGC 45926 | ESO 269-69     | 125                  |
| PGC 45960 | ESO 269-72     | 135                  |
| PGC 46103 | ESO 269-76     | 126                  |
| PGC 45209 | ESO 323-76     | 158                  |
| PGC 45563 | ESO 323-85     | 132                  |
| PGC 45729 | ESO 323-90     | 131                  |
| PGC 45922 | ESO 323-93     | 147                  |
| PGC 46056 | ESO 323-99     | 136                  |
| PGC 46157 | ESO 324-1      | 144                  |